# William Harkness
William Harkness, född den 17 december 1837 i Ecclefechan i Skottland, död den 28 februari 1903 i Jersey City, var en amerikansk astronom. 
Harkness blev 1862 anställd vid Förenta staternas Naval Observatory i Washington, D.C. och utnämndes 1873 till professor. Han deltog 1874 i observationerna av Venuspassagen. Bland hans arbeten kan nämnas, utom redogörelser för iakttagelser av solförmörkelser samt Venus- och Merkuriuspassager (tillsammans med Asaph Hall), publicerade i Washington-observatoriets annaler, The solar parallax and its related constants, including the figure and density of the earth (1891) och On the flexure of meridian instruments and the means available for eliminating its effects from star places (1885).